# Innogy
Die Innogy SE (Eigenschreibweise innogy; Kofferwort aus englisch innovation „Neuerung“ und energy „Energie“) war eine ehemals börsennotierte, ursprünglich von RWE 2016 gegründete Tochtergesellschaft der E.ON. 
2018 vereinbarten RWE und E.ON einen umfangreichen Tausch von Vermögenswerten und Geschäftsbereichen. In dessen Rahmen übertrug RWE bis September 2019 seine Innogy-Anteile vollständig an E.ON und erhielt dafür das gesamte Erneuerbare-Energien-Geschäft von E.ON und Innogy.
Innogy betrieb Verteilnetze und erzeugte und vertrieb elektrischen Strom.

## Unternehmen
Innogy war überwiegend als Netzbetreiber und im Energievertrieb tätig.
Außerdem plante, baute und betrieb das Unternehmen Stromerzeugungsanlagen, vor allem Windkraftanlagen (On- und Offshore), Wasserkraftwerke und Photovoltaikanlagen. Mitte 2009 hatte die RWE Innogy, eine der Vorgängergesellschaften, Anlagen mit einer installierten Gesamtleistung von mehr als 1,4 Gigawatt. Im März 2011 waren es bereits 2,4 GW mit weiter steigender Tendenz (1,1 GW in Bau). Im Jahr 2012 produzierte RWE rund 4,2 % ihres Stroms aus erneuerbaren Energiequellen (einschließlich der heute von Innogy verwalteten Wasser- und Biomassekraftwerke).
Unter dem Namen RWE Innogy GmbH wurde ab 2008 die Sparte für erneuerbare Energien im RWE-Konzern gegründet. Sie übernahm den Namen der im Jahr 2002 von RWE übernommenen Innogy plc.
2016 wurde die Innogy SE gegründet (zunächst als RWE International SE), auf die die Sparten Erneuerbare, Netze und Vertrieb der RWE übertragen wurden.
Innogy war vorrangig in Europa aktiv, mit Schwerpunkten in Deutschland, Großbritannien (Übernahme der Aktivitäten von RWE npower), Frankreich, Spanien, Polen, Portugal und Italien. Im Februar 2016 hat sich Innogy erst an einem Joint Venture für Elektromobilität in den USA beteiligt und dann im Juli 2017 eine Tochtergesellschaft für Elektromobilität in den USA gegründet.
Am 12. Dezember 2017 veröffentlichte Innogy eine Gewinnwarnung. Daraufhin gab 19. Dezember 2017 Werner Brandt, Aufsichtsratsvorsitzender von Innogy, die Trennung von CEO Peter Terium bekannt.

## Verkauf an E.ON und Restrukturierungen
Am 11. März 2018 wurde der Verkauf von Innogy an E.ON bekanntgegeben; gleichzeitig gewährte E.ON im Zuge einer Kapitalerhöhung im Volumen von 20 Prozent RWE eine Beteiligung von 16,7 Prozent.
Den bisherigen Minderheitsaktionären von Innogy bot E.ON im Rahmen eines freiwilligen öffentlichen Übernahmeangebots den Kauf ihrer Aktien in bar an. Für 9,4 Prozent der stimmberechtigten Aktien wurde das Übernahmeangebot angenommen, dadurch stieg der mögliche Gesamtanteil von E.ON an Innogy nach Vollzug der Transaktion auf mindestens 86,2 Prozent.
Durch die Transaktion wollen RWE und E.ON ihre Aktivitäten wie folgt neu strukturieren:
- E.ON erwirbt von RWE deren 76,8 %-Anteil an Innogy. Im Rahmen eines Tauschs von Geschäftsaktivitäten erhält RWE alle wesentlichen erneuerbaren Energieaktivitäten von E.ON und das erneuerbare Energiegeschäft von Innogy, eine Minderheitsbeteiligung von 16,67 Prozent an der erweiterten E.ON sowie weitere Vermögensgegenstände. RWE wird zudem 1,5 Milliarden Euro an E.ON zahlen.
- E.ON unterbreitet den Minderheitsaktionären von Innogy ein freiwilliges öffentliches Übernahmeangebot. Der Gesamtwert dieses Angebots von 40,00 Euro je Aktie setzt sich aus dem Angebotspreis von 36,76 Euro je Aktie sowie den Zahlungen aus unterstellten Dividenden der Innogy für die Geschäftsjahre 2017 und 2018 von insgesamt 3,24 Euro je Aktie zusammen.

Beide Partien begründeten die Transaktion wie folgt:
- E.ON erwartet Synergien in Höhe von 600 bis 800 Millionen Euro jährlich, die ab 2022 realisiert werden sollen.
- E.ON solle zu einem fokussierten Betreiber europäischer Energienetze und Anbieter moderner Kundenlösungen werden, mit einer Positionierung als Innovationstreiber der Energiewende in Europa. Damit wolle man sich auf Ansprüche der Energiekunden in Deutschland und Europa vorbereiten, etwa im Bereich der Elektromobilität oder der zunehmenden Vernetzung von Produktion und Angeboten in lokalen Netzstrukturen.
- RWE werde zu einem führenden europäischen Stromerzeuger bei den erneuerbaren Energien mit einem attraktiven Wachstumspotenzial, kombiniert mit der Versorgungssicherheit aus konventionellen Kraftwerken und dem Energiehandel.

Im Einzelnen wurde vereinbart, dass RWE im Rahmen eines Tauschs der Geschäftsaktivitäten folgende erneuerbaren Energieaktivitäten von E.ON erhalten wird:
- eine durchgerechnete Beteiligung von 16,67 Prozent an E.ON im Rahmen einer Sachkapitalerhöhung von E.ON aus genehmigtem Kapital;
- alle wesentlichen erneuerbaren Energieaktivitäten von E.ON;
- das erneuerbare Energie-Geschäft von Innogy, sowie
- die Minderheitsbeteiligungen, die E.ONs Tochtergesellschaft Preussenelektra an den von RWE betriebenen Kernkraftwerken Emsland und Gundremmingen hält und
- Innogys Gasspeichergeschäft sowie den Anteil am österreichischen Energieversorger Kelag. Des Weiteren sieht die Vereinbarung eine Zahlung von RWE an E.ON in Höhe von 1,5 Milliarden Euro vor.

Ende Januar 2019 meldete E.ON die geplante Übernahme von Innogy bei der EU-Kommission an.
Im März 2019 meldete E.ON einen Anteil von 3,02 % des stimmberechtigten Grundkapitals von Innogy erworben zu haben, zusätzlich dazu ist für weitere 9,41 % der Aktien das freiwillige Übernahmeangebot angenommen worden. Zusammen mit dem zu übernehmenden Anteil von RWE kam E.ON damit auf 89,23 % aller Innogy-Aktien.
Die kartellrechtliche Erlaubnis sowie der Abschluss der Transaktion erfolgte im September 2019.

## Börse und Squeeze-out
Die Aktien der Innogy waren seit Oktober 2016 an der Börse Frankfurt notiert. Es war der bis dahin viertgrößte Börsengang in Deutschland (nach Telekom im Jahr 1996 sowie Deutsche Post und Infineon, beide im Jahr 2000) und der größte seit 16 Jahren. Rund 3 Milliarden Euro flossen an RWE und 2 Milliarden an Innogy. Zum Ausgabepreis von 36 Euro betrug der Börsenwert des Unternehmens damit 20 Milliarden Euro. RWE war zum Zeitpunkt des Börsengangs Eigentümer von 76,8 Prozent der Anteile.
Die Innogy-Aktie war vom 19. Dezember 2016 bis zum 16. September 2019 war im MDAX gelistet. Nachdem der Streubesitz im Zuge der Übernahme durch E.ON unter 10 % fiel, musste die Aktie außerplanmäßig den MDAX verlassen.
Anfang September 2019 teilte E.ON mit, durch weitere Anteile aus zwischenzeitlich erfolgten Zukäufen nach der Freigabe der Transaktion die 90 % Schwelle zu erreichen und schnellstmöglich einen Squeeze-out der verbleibenden Minderheitsaktionäre veranlassen zu wollen. Nach der Übertragung der Anteile von RWE auf E.ON am 18. September 2019 bekräftigte E.ON die Absicht, die verbliebenen Anteile durch einen Squeeze-out zu übernehmen.

Mitte Januar 2020 gab E.ON bekannt, die Minderheitsaktionäre mit 42,82 Euro pro Innogy-Aktie abzufinden.
Die Höhe der Abfindung wurde von Aktionären kritisiert und von einem gerichtlich bestellten sachverständigen Prüfer als angemessen bestätigt. Anfang März 2020 beschloss eine außerordentliche Hauptversammlung der Innogy AG die Verschmelzung.
Im Juni 2020 erfolgte die Eintragung ins Handelsregister; das Squeeze-out war damit beendet.

## Anlagen (vor Abschluss der Transaktion mit E.ON)

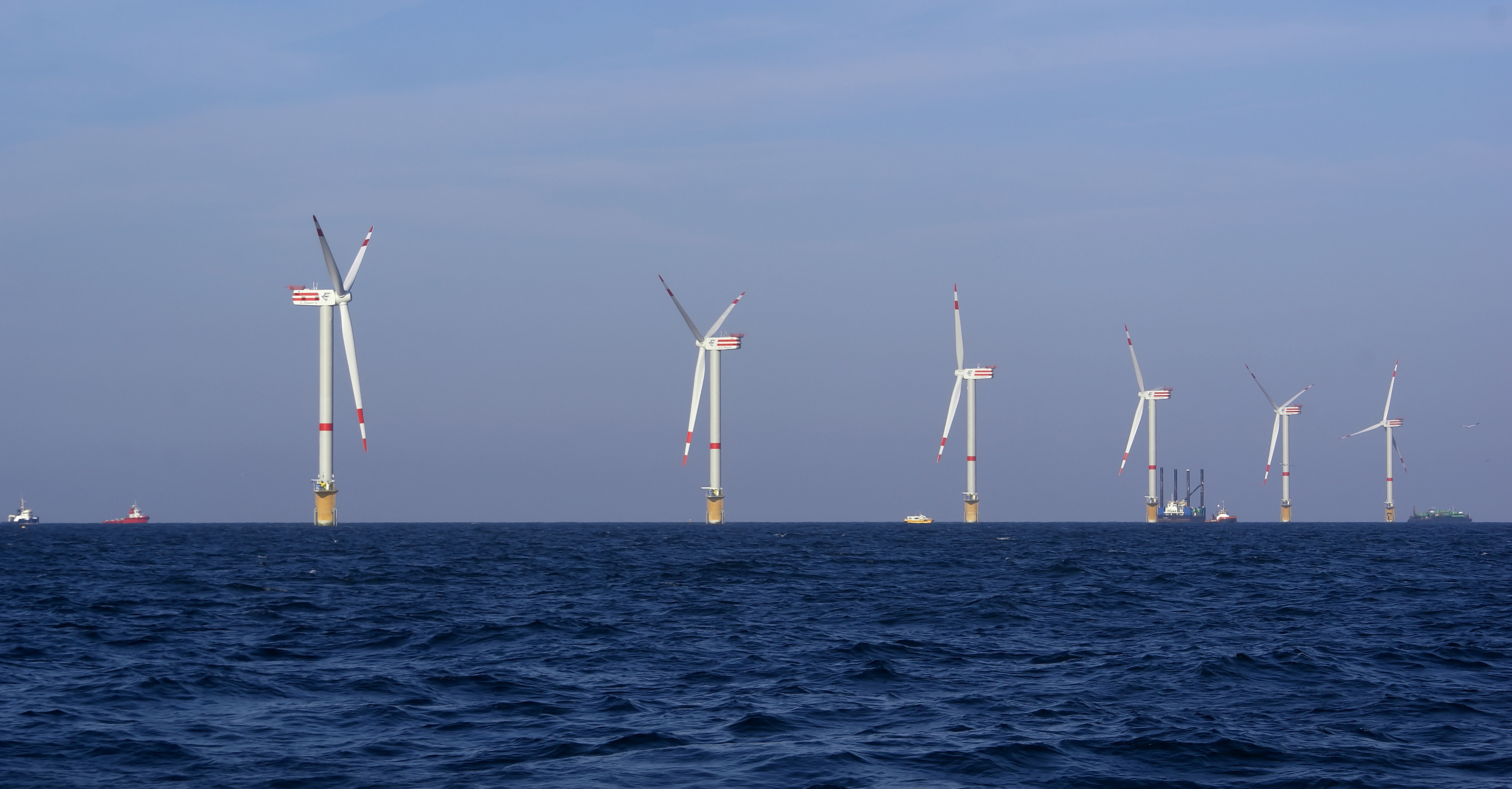
Windpark Thornton Bank, Bauphase 1, Windenergieanlagen D1 bis D6

Innogy betrieb unter anderem die On- und Offshore-Windparks

Lage von Nordsee Ost innerhalb der Windparks in der Deutschen Bucht und deren Anbindung ans Festland

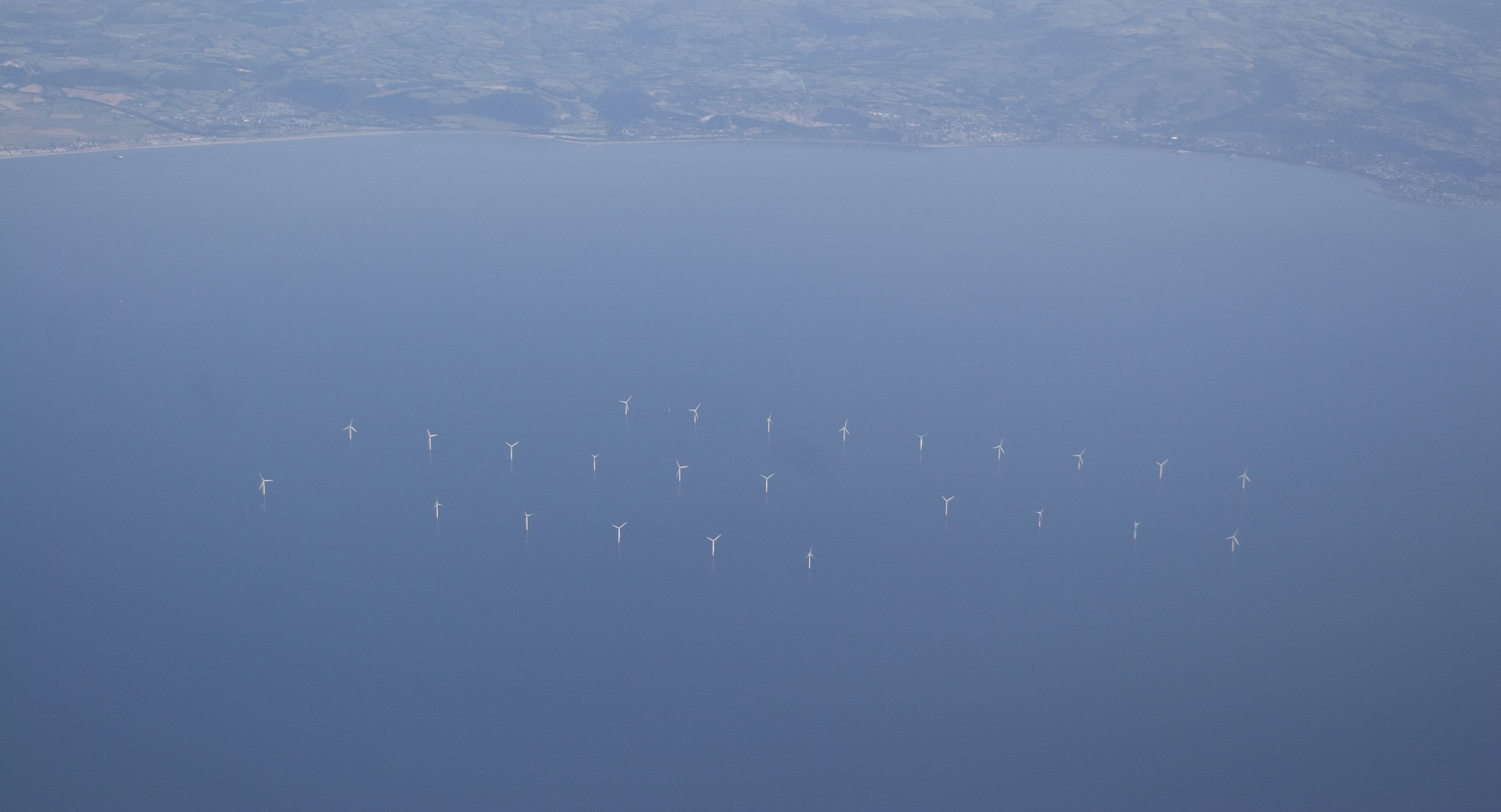
Luftaufnahme des Windparks Rhyl Flats

- Rhyl Flats (Offshore, Wales/UK, 90 MW)
- North Hoyle (Offshore, Wales/UK, 60 MW)
- Little Cheyne Court (Onshore, England/UK)
- Thornton Bank (Offshore, Belgien, 325 MW)
- Greater Gabbard (Offshore, UK, 540 MW)
- Gwynt y Môr (Offshore, Wales/UK, 576 MW)
- Nordsee Ost (Offshore, Deutschland, 295 MW)
- Nordsee One gemeinsam mit Northland Power (Offshore, Deutschland, 332 MW)

sowie das Biomasseheizkraftwerk Wittgenstein (Deutschland, 5 MW) und das Holzheizkraftwerk Berlin-Neukölln/Gropiusstadt (21,5 MW elektrisch, 164 MW thermisch).

## Tochterunternehmen (vor Abschluss der Transaktion mit E.ON)
- Weitere erneuerbare Energien
  - Belectric Solar & Battery Holding (Photovoltaik), mit ka-tek (Systemintegration Mittel- und Hochspannung), Jurchen Technology (Montage- und Kabel-Systeme) und Padcon (Leitstand)
  - Innogy Renewables UK

- Vertrieb
  - Essent (Niederlande)
  - Npower (Großbritannien)
  - Kelag (Österreich)
  - Innogy Polska (Polen)
  - Innogy Magyarország (Ungarn)
  - VSE (Slowakei)
  - Envia Mitteldeutsche Energie
  - Lechwerke
  - Süwag Energie
  - VSE AG
  - Eprimo[29]

- Netze
  - Westnetz
  - Gasnet (Tschechien)

- weitere Beteiligungen
  - Innogy Consulting
  - Innogy Gas Storage NWE
  - Lemonbeat GmbH
  - eluminocity GmbH[30]

## Stiftung
Seit dem 1. Dezember 2016 gibt es die Innogy Stiftung für Energie und Gesellschaft, die unter anderem in Zusammenarbeit mit dem Zentrum für Internationale Lichtkunst jährlich den International Light Award an Lichtkünstler vergibt.

## E-Sports
Seit Juli 2017 hat Innogy ein professionelles E-Sport Team in League of Legends, OP Innogy, welches in der Pro Division der Prime League spielt.

## Innovation
Im hauseigenen Innovation Hub hat innogy unter Einsatz von nutzerzentrierten Methoden wie Design Thinking unter anderem ein vom Energielieferanten betriebenes ecar-Sharing-Projekt entwickelt, das 2017 in vier deutschen Städten operierte.  

## Belege
1. ↑  RWE Fact Book Renewable Energy (April 2009) (PDF; 1,1 MB)
2. ↑  Impressum innogy SE. Abgerufen am 15. Juni 2020.
3. 1 2  Geschäftsbericht 2019. (PDF) In: innogy.com. Abgerufen am 1. Juni 2020.
4. ↑  
Wer ist innogy? Eigendarstellung der Geschäftsfelder. innogy.com, abgerufen am 4. Februar 2020.
5. 1 2  Innogy Unternehmensbroschüre (Memento des Originals vom 19. Januar 2021 im Internet Archive)  Info: Der Archivlink wurde automatisch eingesetzt und noch nicht geprüft. Bitte prüfe Original- und Archivlink gemäß Anleitung und entferne dann diesen Hinweis.
6. ↑  Fact Book Renewable Energy (March 2011) (Memento des Originals vom 19. Januar 2021 im Internet Archive)  Info: Der Archivlink wurde automatisch eingesetzt und noch nicht geprüft. Bitte prüfe Original- und Archivlink gemäß Anleitung und entferne dann diesen Hinweis. (PDF; 3 MB)
7. ↑  RWE Facts and Figures 2012 (Memento vom 26. Juli 2013 im Internet Archive) (PDF; 11 MB), S. 156
8. ↑  Innogy: „Öko? Wir sind einfach auf die Zukunft ausgerichtet“. www.welt.de, abgerufen am 1. September 2021.
9. ↑  Elektromobilität: Innogy gründet Tochtergesellschaft in USA. www.innogy.com, archiviert vom Original am 11. August 2017; abgerufen am 11. August 2017.
10. ↑  Innogy: Aktie der RWE-Tochter bricht nach Gewinnwarnung ein. Abgerufen am 15. Februar 2019.
11. ↑  Rheinische Post 20. Dezember 2017: Der fliegende Holländer
12. ↑  Ex-Innogy-Chef Peter Terium: Kurzer Höhenflug – abrupter Absturz. Abgerufen am 15. Februar 2019.
13. ↑  Eon, RWE, Innogy: Wie sich die Energiebranche durch den Innogy-Verkauf verändern wird. In: handelsblatt.com. Abgerufen am 5. Februar 2019.
14. ↑  E.ON schließt freiwilliges öffentliches Übernahmeangebot erfolgreich ab. (PDF) In: energyfortomorrow.de. Archiviert vom Original am 7. Februar 2019; abgerufen am 5. Februar 2019.
15. ↑  Ad-hoc-Mitteilung: RWE und EON erzielen Grundsatzeinigung über den Verkauf der 76,8 %igen Beteiligung an Innogy im Rahmen eines weitreichenden Tauschs von Geschäftsaktivitäten. In: rwe.com. 11. März 2018, abgerufen am 19. März 2018.
16. ↑  Ad-hoc-Mitteilung: EON schließt Vereinbarung mit RWE über Erwerb von Innogy im Rahmen eines weitreichenden Tauschs von Geschäftsaktivitäten. In: eon.com. 12. März 2018, abgerufen am 19. März 2018.
17. 1 2 3  EON und RWE: Zwei europäische Energieunternehmen fokussieren ihre Aktivitäten. In: rwe.com. 12. März 2018, abgerufen am 19. März 2018.
18. ↑  E.ON meldet geplante Übernahme von Innogy bei EU-Kommission an. (PDF) In: energyfortomorrow.de. Archiviert vom Original am 7. Februar 2019; abgerufen am 5. Februar 2019.
19. 1 2  DGAP-Stimmrechte: innogy SE. 15. März 2019, abgerufen am 14. August 2019.
20. ↑  Innogy: der größte deutsche Börsengang seit 2000, Süddeutsche Zeitung, 7. Oktober 2016.
21. ↑  Innogy-Aktien knapp über Ausgabepreis, Deutsche Welle, 7. Oktober 2016.
22. ↑  IPO: RWE muss nachträglich Abstriche bei Innogy-Börsengang machen (Memento vom 10. November 2016 im Internet Archive) Finanzen.net, am 21. Oktober 2016
23. ↑  Außerplanmäßige Anpassung in MDAX Änderungen werden am 16. September wirksam. (PDF) In: www.dax-indices.com. 11. September 2019, abgerufen am 14. September 2019.
24. ↑  DGAP-News: E.ON SE: Geplante Übernahme von innogy: E.ON will innogy zügig integrieren und kündigt Ausschluss der verbliebenen Minderheitsaktionäre der innogy SE an. Abgerufen am 14. September 2019.
25. ↑  DGAP-News: E.ON SE vollzieht Erwerb der innogy-Anteile von RWE. In: www.finanznachrichten.de. 18. September 2019, abgerufen am 19. September 2019.
26. 1 2  DGAP-Adhoc:: Innogy SE: E.ON Verwaltungs SE teilt innogy Höhe der Barabfindung von 42,82 Euro je innogy SE-Aktie beim verschmelzungsrechtlichen Squeeze-Out und Absicht für Dividende 2019 mit. In: www.finanznachrichten.de. 16. Januar 2020, abgerufen am 16. Januar 2020.
27. ↑  Innogy-Minderheitsaktionäre kritisieren Squeeze-Out-Abfindung von Eon. 4. März 2020, abgerufen am 3. Juni 2020 (deutsch).
28. ↑  Eon nimmt Innogy aus dem Börsenhandel. 2. Juni 2020, abgerufen am 3. Juni 2020 (deutsch).
29. ↑  Innogy Beteiligung an Eprimo. (energieanbieterinformation.de [abgerufen am 3. Februar 2020]).
30. ↑  Innogy beteiligt sich am Smart City Startup eluminocity. (innogy.com [abgerufen am 1. Dezember 2017]).
31. ↑  Über die Stiftung. Neue Energieimpulse für die Gesellschaft. innogy-stiftung.com, abgerufen am 6. Mai 2017.
32. ↑  Der Award. Zentrum für Internationale Lichtkunst (ilaa.eu), abgerufen am 6. Mai 2017.
33. ↑  innogy gründet eSport-Werksteam. 1. März 2017, abgerufen am 6. Juli 2020.
34. ↑  Energy Solutions for the New Generation: Design Thinking at Innogy. thisisdesignthinking.net, 2017, abgerufen am 8. Juli 2024.